# The Keep Calm & Play Louder Tour
Keep Calm & Play Louder Tour é a segunda turnê apenas para teatros feita pela banda britânica McFly. Não houve um álbum específico de divulgação para esse show, mas, em alguns shows, havia performance de canções inéditas, algo experimental para o ainda não lançado sexto álbum de estúdio da banda.

## SetList
1. "Nowhere Left To Run"
2. "One for the Radio"
3. "Star Girl"
4. "I Wanna Hold You"
5. "Transylvania"
6. "Do Watcha"
7. "Broccoli"
8. "Lies"
9. "Red"
10. "Sorry's Not Good Enough"
11. "POV"
12. "She Falls Asleep"
13. "Down Goes Another One"
14. "Obviously"
15. "All About You"
16. "Touch The Rain"
17. "No Worries"
18. "Everybody Knows"
19. "Classics Medley"

A. "Livin' on a Prayer"
B. "We Found Love"
C. "What Makes You Beautiful"
D. "Year 3000"
E. "Somebody That I Used to Know"
F. "I Wanna Dance With Somebody (Who Loves Me)"
20. "5 Colours in Her Hair"
Encore
21. "Walk In The Sun"
22. "Shine A Light"

## Datas
| Europa              |             |            |                          |
| 7 de Março de 2012  | Portsmouth  | Inglaterra | Portsmouth Guildhall     |
| 9 de Março de 2012  | Sheffield   | Inglaterra | City Hall                |
| 10 de Março de 2012 | Manchester  | Inglaterra | 02 Manchester Apollo     |
| 11 de Março de 2012 | Oxford      | Inglaterra | New Theatre              |
| 13 de Março de 2012 | Margate     | Inglaterra | Winter Gardens           |
| 14 de Março de 2012 | Folkstone   | Inglaterra | Leas Cliff Hall          |
| 16 de Março de 2012 | Nottingham  | Inglaterra | Royal Concert Hall       |
| 17 de Março de 2012 | Leeds       | Inglaterra | 02 Academy Leeds         |
| 18 de Março de 2012 | Stoke       | Inglaterra | Hanley Victoria Hall     |
| 21 de Março de 2012 | Southampton | Inglaterra | Southampton Guildhall    |
| 22 de Março de 2012 | Swindon     | Inglaterra | Swindon Oasis            |
| 24 de Março de 2012 | Plymouth    | Inglaterra | Plymouth Pavilions       |
| 25 de Março de 2012 | Torquay     | Inglaterra | Torquay Riviera          |
| 26 de Março de 2012 | Bristol     | Inglaterra | Colston Hall             |
| 28 de Março de 2012 | Ipswich     | Inglaterra | Regent Theatre           |
| 30 de Março de 2012 | Birmingham  | Inglaterra | O2 Academy Birmingham    |
| 1 de Abril de 2012  | Lincoln     | Inglaterra | Engine Shed              |
| 3 de Abril de 2012  | Norwich     | Inglaterra | Norwich UEA              |
| 4 de Abril de 2012  | Southend    | Inglaterra | Southend Cliffs Pavilion |
| 6 de Abril de 2012  | Reading     | Inglaterra | Hexagon Theatre          |
| 7 de Abril de 2012  | Londres     | Inglaterra | HMV Hammersmith Apollo   |
| 10 de Abril de 2012 | Cambridge   | Inglaterra | Cambridge Corn Exchange  |
| 11 de Abril de 2012 | Preston     | Inglaterra | Preston Guild Hall       |
| 13 de Abril de 2012 | Glasgow     | Escócia    | SECC Clyde Auditorium    |
| 14 de Abril de 2012 | Newcastle   | Inglaterra | 02 Academy Newcastle     |
| 15 de Abril de 2012 | Leicester   | Inglaterra | De Montfort Hall         |
| 17 de Abril de 2012 | York        | Inglaterra | York Barbican            |
| 19 de Abril de 2012 | Birmingham  | Inglaterra | O2 Academy Birmingham    |
| 20 de Abril de 2012 | Londres     | Inglaterra | HMV Hammersmith Apollo   |
| 21 de Abril de 2012 | Manchester  | Inglaterra | 02 Manchester Apollo     |